# 9 Air
9 Air (Nine Air; chinesisch 九元航空) ist eine chinesische Billigfluggesellschaft mit Sitz in Shanghai und Basis auf dem Flughafen Guangzhou. Sie ist eine Tochtergesellschaft der Juneyao Airlines.

## Flugziele
9 Air fliegt hauptsächlich von Guangzhou Ziele innerhalb der Volksrepublik China an. Es wird aber auch Thailand angeflogen.

## Flotte
Mit Stand Januar 2025 besteht die Flotte der 9 Air aus 26 Flugzeugen mit einem Durchschnittsalter von 8,7 Jahren:
| Flugzeugtyp      | Anzahl | bestellt | Anmerkungen               | Sitzplätze | Durchschnittsalter |
| ---------------- | ------ | -------- | ------------------------- | ---------- | ------------------ |
| Boeing 737-800   | 22     |          | mit Winglets ausgestattet | 189        | 9,3 Jahre          |
| Boeing 737 MAX 8 | 04     | 1        |                           | 189        | 5,3 Jahre          |
| Gesamt           | 26     | 1        |                           |            | 8,7 Jahre          |